# Epidemic (Band)
Epidemic war eine US-amerikanische Death- und Thrash-Metal-Band aus San Francisco, Kalifornien, die im Jahr 1987 gegründet wurde und sich 1994 auflöste.

## Geschichte
Die Band wurde April 1987 von den beiden Gitarristen Guy Higbey und Erik Moggridgeby und dem Bassisten Mark Bodine für eine Highschool-Talent-Show gegründet. Im Sommer kam Geoff Bruce als Schlagzeuger hinzu, ehe im September der Sänger Carl Fulli die Besetzung vervollständigte. Nachdem die Band ein Battle of the Bands gewonnen hatte, konnte sie als Vorgruppe für Death Angel spielen. Im Dezember 1987 nahm die Band das Demo auf, das 1988 erschien. Die Band versandte 200 Kopien per Post, während Bob Cochran als neuer Schlagzeuger zur Band kam. Es folgten mehrere Auftritte, unter anderem zusammen mit Dirty Rotten Imbeciles, ehe 1989 ein zweites Demo folgte, von dem sich 2.000 Kopien absetzten. Metalcore Records wurde auf das Material aufmerksam und veröffentlichte das Demo als Album The Truth of What Will Be 1989, das eine Auflage von 5.000 Stück hatte. Im selben Jahr konnte die Band auch als Vorgruppe für Slayer auf ihrer South-of-Heaven-Tour spielen. Im Januar 1991 begab sich die Band in das Telluride Studio, um das Demo Extremities ’91 aufzunehmen. Das Lied Circle of Fools, das unter auf dem Demo enthalten war, war ebenfalls auf dem Metal-Blade-Records-Sampler Metal Massacre XI zu hören. Dies war der Band vor allem möglich, da der Bandmanager Marco Barbieri nun bei Metal Blade Records arbeitete. Labelchef Brian Slagel wurde schließlich auf die Band aufmerksam und nahm diese unter Vertrag. Die Band begab sich daraufhin im Winter ins Studio und veröffentlichte Anfang Juli 1992 das Album Decameron. Der Titel bezieht sich auf die Novellensammlung Decamerone, die einen Bezug zum Schwarzen Tod hat. Währenddessen ging es mit Entombed und Dead Horse auf Tour. Danach ging die Band zusammen mit Malevolent Creation und Suffocation auf Tour, um Exhorder zu ersetzen, welche aufgrund ungebührlichen Verhaltens durch Epidemic ersetzt wurden. Im selben Jahr spielte die Band zudem erneut als Vorband für Slayer. Nachdem der Gitarrist Higbey die Band ersatzlos verlassen hatte, erschien das letzte Album der Band unter dem Namen Exit Paradise. In ihrer Karriere spielte die Band unter anderem zusammen mit Bands wie Sepultura, Testament, Primus, Morbid Angel und Death. Im Jahr 2004 veröffentlichte die Band Exhumed auf ihrem Coveralbum Regurgitated Requiems: Garbage Daze Re-Regurgitated ihre Version des Epidemic-Liedes In Fear We Kill.

## Stil
Laut Eduardo Rivadavia von Allmusic hat die Band mit der Veröffentlichung von Decameron einen Wechsel vom Thrash- zum Death-Metal vollzogen. Die Thrash-Metal-Einflüssen hätten sich auf Exit Paradise weiter reduziert. Auf dem Album seien deutliche Einflüsse von Bands wie Sepultura und Obituary zu hören. Laut Martin Popoff in seinem Buch The Collector’s Guide of Heavy Metal Volume 2: The Eighties spiele die Band auf The Truth of What Will Be eine Mischung aus Hardcore Punk und Thrash Metal, was für ihn im Grunde nur schnell gespielter Punk sei. Zudem sei es für eine Blaupause für den sich später entwickelnden Death Metal. In seinem Buch The Collector’s Guide of Heavy Metal Volume 3: The Nineties bezeichnete Popoff die Musik auf Exit Paradise als einfachen und düsteren Death Metal, der zudem Doom-Metal-Einflüsse aufweise. Die Musik sei wie eine Mischung aus The Melvins und The Obsessed, mit leichten Zusätzen von Entombed und Hawkwind, wie sie ca. 1973 geklungen hätten. Zudem seien Grindcore-Einflüsse hörbar. In einem Extra-Heft des Metal Hammer wurde die Musik auf Decameron als harter Death Metal beschrieben. Im Interview mit dem Magazin gab Eric Moggridge an, dass alle Mitglieder mit Heavy Metal aufgewachsen seien. Er selbst gab zudem einen Einfluss der frühen Pink Floyd an. Außerdem seien neben Bands wie Slayer auch Gruppen wie Public Enemy für die Band wichtig.

## Diskografie
- 1988: Immortal Minority (Demo Eigenveröffentlichung)
- 1989: The Truth of What Will Be (Album, Metalcore Records)
- 1989: Demo '89 (Demo, Eigenveröffentlichung)
- 1991: Extremities '91 (Demo, Eigenveröffentlichung)
- 1992: Decameron (Album, Metal Blade Records)
- 1994: Lament (EP, Metal Blade Records)
- 1994: Exit Paradise (Album, Metal Blade Records)
- 2012: Pandemic - The Demo Anthology (Kompilation, Divebomb Records)